# Бахметьева, Мария Семёновна
Мари́я Семёновна Бахме́тева (урождённая княжна Льво́ва; 1765 — 1839) — фаворитка графа Алексея Орлова-Чесменского, хозяйка подмосковной усадьбы Михайловское. Сестра генерала Д. С. Львова, тётка писателя В. В. Львова.

## Биография
Мария Семёновна родилась в семье статского советника князя Семёна Сергеевича Львова (калужского губернского прокурора с 1780 года) и  Екатерины Никитичны Иевлевой. Получила, как и прочие девицы того времени, домашнее, довольно ограниченное образование. В 1784 году Мария уже выезжала в свет. А. Т. Болотов, описывая бал в  Калуге у Шепёлева, упоминает о ней:
… Насмотрелся танцев, а особливо славной танцовщицы княгини Львовой, сделавшейся потом очень славной по фавору к ней покойного графа А. Г. Орлова-Чесменского.

23 апреля 1788 года Мария Семёновна стала женой Петра Алексеевича Бахметева (1756—1816). Брак оказался очень неудачным. Бахметев был вдовцом и имел сына. Слыл в Москве человеком очень грубым, скандалистом и прелюбодеем. Он был, по отзыву Е. П. Яньковой:
… Человек старого закала, предерзкий и пренеобтесанный… Нескромен в обхождении, да и в разговоре тоже слишком свободен; одним словом, старый любезник… У него в деревне был по ночам бабий караул: поочередно каждую ночь наряжали двух баб караулить село и барские хоромы; одна баба ходила с трещоткой около дома  и стучала в доску, а другая должна была ночевать в доме и дежурить изнутри. Хорош был старик, нечего сказать! Мудрено ли, что после этого от него жена бежала…
Старшая сестра Марии, красавица Анна Семёновна (1759—1821) была замужем за Василием Владимировичем Шереметевым (1743—1806), близким другом графа Орлова; потомком генерал-аншефа В. П. Шереметева и троюродным братом графа Н. П. Шереметева. Узнав характер и поведение своего мужа, Мария Семёновна долго терпеть не стала. Несмотря на рождении 12 апреля 1789 года дочери Марии, она ушла из дома под защиту друга зятя, графа Алексея Григорьевича Орлова-Чесменского.

## Фаворитка  Орлова-Чесменского

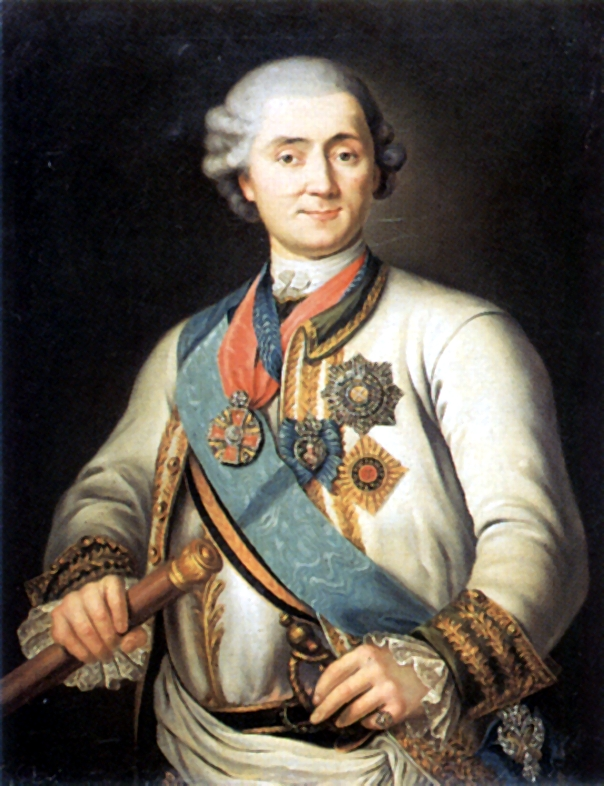
Граф А. Г. Орлов, 1780-е

По случаю этого происшествия в Москве было много разговоров в обществе, и делались разные предположения об  отношениях  графа Орлова и Бахметевой, поскольку она стала жить в его доме на положении воспитанницы. Домашние графа относились к ней с большой дружбой: его дочь, графиня Анна Алексеевна, называла её сестричкой; невеста, а потом жена его сына, Чесменского — маменькой. Фавор Марии Семёновны причинил вначале немало забот её родным. В июле 1794 года она писала:
…Что касается до моих неудовольствий, то они кончились. Поздно переменять правила—доживать так век, как Бог велит.

В 1797 году Орлов уехал с семьей за границу, а через некоторое время за ним последовала туда и Бахметева. По воцарении Александра I граф вернулся в Москву и поселился в Нескучном вместе с Марией Семёновной. В 1802 году произошла между ними размолвка, и Бахметева переехала в свой дом, находившийся близ Нескучного. 21 марта 1802 года Орлов писал зятю Марии Семёновны, В. В. Шереметеву:
… Во время разлуки вашей свояченицы с мужем, я с тех пор взял на себя попечение не оставлять, сказав, желаю быть вторым отцом, от чего и не отпираюсь. У нас же и с начала нашего знакомства положено было на слове, что можем разойтись, когда кто кому не понравится, а я расположен был и всю мою жизнь вместе препроводить, но что же делать, когда так случилось.

В одном из ответов В. В. Шереметев пишет, что его свояченица: 
…к сожалению, означает природу, которую разум не в состоянии победить.
Ссора произошла из-за пустяков, из-за рабочего (швейного) столика. «Швейный столик» имел вообще, по-видимому, значение в жизни Марии Семёновны. Она была художественно одарённая натура, большая рукодельница и в 1794 году вышивала для графа свой портрет. По словам Орлова «чудеса шитьем производит». Размолвка продолжалась недолго и не повлияла на теплоту дружбы Орлова и Бахметевой. В 1802 году Мария Семёновна была у Орлова в его усадьбе в селе Остров. Однако, по-видимому, в Москве она продолжала жить в своем доме. В 1808 году Бахметева потеряла своего старого, верного друга.

## Характеристика личности

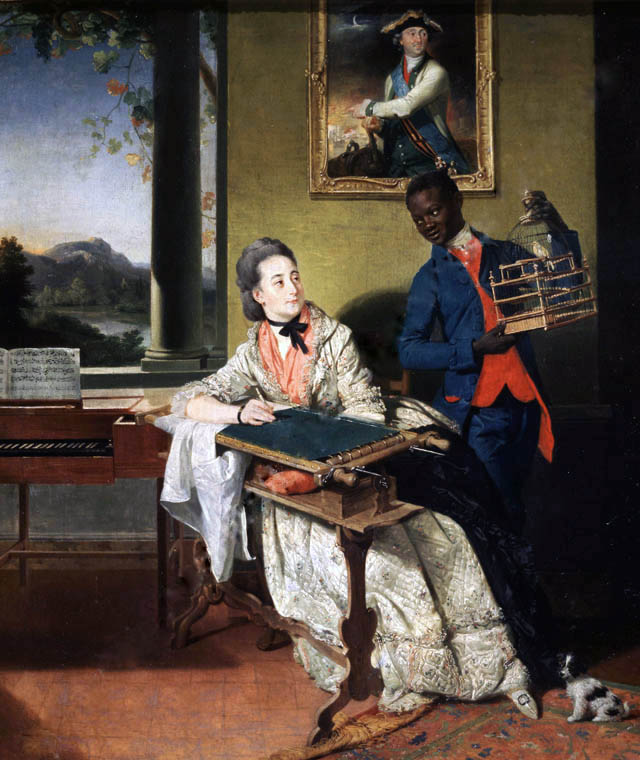
Портрет Марии Семёновны или Е.Н.Орловой- жены Орлова
Художник Жан-Луи де Велли

Состояние Марии Семёновны было довольно хорошее: кроме дома в Москве, у неё было несколько имений, между прочим, и усадьба Михайловское, купленная Львовой в 1812 году. Один из последующих владельцев усадьбы, граф С. Д. Шереметев, предпринял в 1898 году издание «Архива села Михайловского». В первом томе можно найти чрезвычайно интересную, типичную по колориту и обыденным драгоценным мелочам переписку Бахметевой с графиней А. А. Орловой-Чесменской и родственниками — Львовыми и Шереметевыми.
Письма Марии Семёновны написаны по-русски очень неправильно, но и писать по-французски ей было «затруднительно: пишу, как умею», замечала она в одном из писем. Письма дают представление обо всем образе жизни Бахметевой.

Особа живая и веселая, остроумная и злоязычная, Мария Семёновна все время была в хлопотах, то покупала родичам шали и кисею, то готовила сыры, рисовала, заказывала писать с себя портрет миниатюрный для того, чтобы потом его вышить шелками, то запоем ездила по Москве по гостям, то сидела дома с Орловым, который бывал то в хорошем настроение, а то нет. Вдруг Мария Семёновна начинала вставать на рассвете, а затем начинала долго спать и лениться, ничего не делала, предавалась праздности, занималась чтением романов. По временам она скакала на балах нарядная и весёлая и уверяла, что вела себя тихо и благопристойно:«по деревам не лазила и через ножку не прыгала», временами скакала верхом, к отчаянию родных, уверяя также, что это ей здорово:
…Стараюсь всеми силами быть на виду, по целому дню резвиться и говорить вздор; не знаю, не скучу ли, становлюсь стара!
 И почти в то же время писала:
…Все нашли, что я удивительно помолодела да, вот какова телятина! Дел у меня пропасть, и ничего не делаю, живу, как  на ветру; вы знаете мои манеры, что все спешу.

В 1819 году Мария Семёновна купила имение в Верейском уезде. В 1826 году она приютила в своём доме в Москве иеромонаха Зосиму вместе с 22 верными старцу духовными дочерьми. Все они оставили основанный старцем Зосимой Туринский Николаевский монастырь, когда тот был уволен «от звания попечителя и от всякого влияния на монастырь» и вынужденно уехал в Москву. М. С. Бахметева, несмотря на просьбы со стороны родных и знакомых отказаться от помощи старцу и сёстрам, приняла решение подарить им участок земли в своём имении; в конце года они переселились в её подмосковное имение в Верейском уезде, в котором организовалась женская монашеская община, преобразованная в 1856 году в монастырь Троице-Одигитриевская пустынь, часто именуемая также Зосимовой пустынью. С 1830 года Мария Семёновна Бахметева жила в своём доме около Одигитриевской пустыньки практически безвыездно. В это время она писала: 
Закладываю, занимаю, продаю, и ничто на лад не идет… Я часто размышляю о Промысле Божием обо мне и обо всех меня окружающих. Из Михайловского переселил меня в хижину в болото. Семьдесят лет прожила, не умела нажить ни друзей, ни знакомых, села в болото одна. Господь помог из болота сделать преприятное обитание и прислал целую обитель Своих рабов…

Скончалась Мария Семёновна в 1839 году. К этому времени относится её последние письмо к графини А. С. Шереметевой, с поздравлением с семейным торжеством. Бахметева гостила в  это время у родных и писала:
…Hе знаю, когда возвращусь в свою пустынь, из которой не думала никогда выезжать, по недостатку силы.

## Комментарии
1. ↑  В письме от 6 июля 1835 года М. С. Бахметева писала: «Всякий день напоминает, что близ 70-ти лет»[1]. День рождения — 12 октября — в «Дневнике Варвары Петровны Шереметевой, урожденной Алмазовой, 1825—1826 гг.»[2]. Подробнее: «Женская Зосимова пустынь»[3]:205—206.
2. ↑  В «Русском провинциальном некрополе» сказано: «Бахметева Мария Семеновна, надворная советница, умерла 13 декабря 1839 года. Похоронена в Троице-Одигитриевом монастыре Верейского уезда в Троицкой церкви под жертвенником южного придела». В очерке С. Д. Шереметева[4] ошибочно указан год смерти 1838-й; однако сохранились купчие, подписанные М. С. Бахметевой в сентябре 1839 года[5]. Подробнее: «Женская Зосимова пустынь»[3]:174.
3. ↑  Первая жена Бахметева, Евдокия Андреевна (1747—10.04.1783), похоронена в Новодевичьем монастыре[8].
4. ↑  Пасынок М. С. Бахметевой Владимир Петрович Бахметев (ум. 1853) был, в отличие от отца своего, вполне достойным человеком, предводитель дворянства в Дмитровском уезде. Первым браком был женат с 24 апреля 1799 года на красавице Марии Владимировне Бутурлиной (1776—1803), вторым на Дарье Александровне  Нащокиной (1787—1828), дочери А. П. Нащокина. Его сын от второго брака Пётр Владимирович Бахметев (1818—1896) был женат на писательнице Александре Николаевне Ховриной (1823—1901), в неё были влюблены Н.В. Станкевич и И.С.Тургенев.
5. ↑  Ранее Малый Калужский переулок назывался Бахметевским; именно здесь в 1802 году М. С. Бахметевой были куплены два участка: 29 мая у вдовы майорши Марьи Антоновны Сухотиной и 18 июня у поручика Тараса Мартынова Шеликова. В 1864 году часть парка (10,5 га) с постройками была приобретена братьями Бромлей для постройки завода[12].